# Gregg Alexander
Gregg Alexander (Grosse Pointe, Michigan, 4 de Maio de 1970) é um cantor  norte-americano.

## Biografia
Antes dos New Radicals, Gregg Alexander já era cotado pela mídia local norte-americana como a mais jovem promessa da música mundial pelo impressionante talento musical. Nascido numa família conservadora de testemunhas de Jeová, em Grosse Pointe, Michigan, Alexander aprendeu a tocar piano sozinho e já “brincava” de fazer melodias com 12 anos de idade. Aos 16, após sair de casa e tentar a sorte em Los Angeles, o músico influenciado por Prince e pela sonoridade da Motown conseguiu um contrato com a gravadora A&M. Foi considerado como uma grande promessa norte-americana em meados de 1988.
Em 1989, lançou seu disco de estreia, Michigan Rain, que foi totalmente ignorado pelo público. Com apenas 19 anos, Alexander, que ainda procurava sua identidade como compositor, foi rejeitado pela primeira vez. Em 1992, conseguiu mais um grande contrato. Desta vez, com a Epic. Mas, à época, o grunge de Nirvana e Pearl Jam era a bola da vez na indústria e o disco Intoxifornication – que trazia muitas canções relançadas de Michigan Rain – teve pouca repercussão. Em entrevista recente ao Hollywood Reporter, sua primeira em mais de 15 anos, Alexander contou que sofreu pressões da gravadora para se adequar ao som de Seattle. “Eu me recusei, porque não poderia fingir aquilo. Não era eu”. Com mais um contrato perdido, o músico sentia o gosto amargo do fracasso pela segunda vez. “Já me sentia como uma alma velha.” O interessante é que, embora não soasse como grunge, as canções de Alexander também falavam sobre inadequação social e de quebra de padrões do establishment, como é o caso de “The Truth” . A temática também estaria presente na sua empreitada seguinte (e seu ponto alto sob os holofotes).
Após um tempo se apresentando até como músico de rua no Central Park, em Nova York, nosso herói conseguiu o inesperado: mais um contrato. Em 1998, montou o New Radicals banda sem integrantes fixos – com exceção do próprio Alexander e de sua comparsa de longa data, Danielle Brisebois – e lançou o disco Maybe You’ve Been Brainwashed Too pela gravadora MCA. Um dos músicos que participou do disco, Rusty Anderson, guitarrista de Paul McCartney desde 2001, disse em entrevista ao Independent que Alexander simplesmente enfiou suas demos – provavelmente compostas no período longe dos estúdios – no trabalho. “Ele era meio maluco e tínhamos pouco dinheiro para produção” recorda. Deu certo. Com sonoridade que remetia a Hall & Oates, porém com uma pitada junkie, o disco foi um sucesso. Chegou ao 41º lugar do Billboard 200 e em 10º nas paradas britânicas.
O destaque é “You Get What You Give”, que, além de motivar o clipe do rolezinho exibido à exaustão na MTV, ficou conhecida pelo trecho nada amigável em que cita Beck Hanson, Courtney Love e Marilyn Manson. The Edge, do U2, chegou a dizer que a faixa é uma das que ele mais sente inveja por não ter composto. Já Joni Mitchell a definiu como “uma flor nascendo no meio do pântano da ‘McMusic’.” Além do hit, que chegou ao 5º lugar no Reino Unido e em 36º no Hot 100, o álbum trouxe outras belas canções como “I Hope I Didn’t Just Give Away The Ending” – história trágica de um casal viciado em cocaína – e “Mother, We Just Can’t Get Enough”. Os new radicals também fizeram barulho no Brasil e a banda foi uma das raras unanimidades de público e crítica da lendária revista BIZZ, sendo escolhida a Revelação do Ano em 1999.
Finalmente, tudo parecia florescer para Gregg Alexander. Parecia. Antes do segundo single ser lançado, Alexander, já com 29 anos, emitiu um comunicado à imprensa anunciando o fim da banda. “A fadiga de viajar e dormir por três horas em hotéis diferentes todas as noites para ter encontros entediantes com rádios e pessoas da indústria definitivamente não é para mim”, diz parte da mensagem.
O músico chegou a dizer que usava o chapéu cata ovo cobrindo os olhos para que as pessoas “não notassem sua falta de entusiasmo”.Ainda que, após brigas com a gravadora “Someday We’ll Know” – que ganhou até cover de Hall & Oates – tenha sido lançada como música de trabalho, o New Radicals ficou com o estigma de one hit wonder no imaginário popular. Depois de provar o gosto da fama (e sentir azia), Alexander saiu de cena, mas sem deixar de lado sua grande paixão: fazer música. O compositor de mão cheia seguiu trabalhando para figurões, como Rod Stewart, Tina Turner, Hanson (Zac, baterista do trio, o definiu como “um personagem, mas um cara legal”), Enrique Iglesias e Sophie Ellis Bextor (na dançante “Murder On The Dance Floor”). Em seu maior êxito de costas para a indústria, Alexander entregou “The Game Of Love”, em 2003, para Santana e Michelle Branch. Além de chegar ao 5º lugar do Hot 100, o hit levou o Grammy de Melhor Colaboração Pop.
Na primeira metade desta década, entre viagens a Nova York, Los Angeles e Europa, Alexander vinha se dedicando a iniciativas totalmente alheias à música. Projetos por água potável no mundo e redução da pobreza, por exemplo. Até que uma ligação do diretor John Carney o colocou de novo na rota do mainstream. Por meio da indicação de ninguém menos do que Bono, o cineasta convidou Alexander para comandar a trilha sonora do filme Mesmo Se Nada Der Certo, estrelado por Adam Levine, Mark Ruffalo e Keira Knightley, e que trata do sonho de fazer sucesso com música. Alexander disse que, ao ler o roteiro do longa, ficou entusiasmado para voltar a compor. “Em certa medida, eu me enxerguei na história. Isso me fez ter o ímpeto de sair do meu hiato e começar a compor loucamente na hora”, disse, em entrevista ao Hollywood Reporter. A trilha do filme conta com duas faixas cantadas por Adam Levine. Uma delas é a bela “Lost Stars”, que também está na voz de Keira e é concorrente ao Oscar de Melhor Canção Original.
O projeto fez com que Alexander se animasse com a ideia de compor para filmes, pois ele acredita que essa seja uma maneira eficaz de passar uma mensagem, algo que preza desde o início da carreira. “Filmes independentes são o novo rock and roll”, ele diz. Na trilha, o carequinha ainda defende quatro canções sob o pseudônimo Cessyl Orchestra. Só saberemos se a trajetória cinematográfica de Alexander terá mais um ponto alto no dia 22 de fevereiro. Mas, para o músico, ele já está de volta à praça.
“Estou de volta como alguém que quer escrever a melhor música sempre e quer encontrar um jeito de dizer coisas que não são ditas nas artes. Encontrar as vozes certas ou os projetos certos para levar essas canções para o mundo.” (Brasil Billboard)

## Lista de canções
Canções escritas e produzidas por  Gregg Alexander
| Canção                                             | Artista                                 | Álbum                                        | Ano  |
| -------------------------------------------------- | --------------------------------------- | -------------------------------------------- | ---- |
| "You Get What You Give"                            | New Radicals                            | Maybe You've Been Brainwashed Too, single    | 1998 |
| "Someday We'll Know"                               | New Radicals                            | Maybe You've Been Brainwashed Too, single    | 1998 |
| "Mother We Just Can't Get Enough"                  | New Radicals                            | Maybe You've Been Brainwashed Too            | 1998 |
| "I Hope I Didn't Just Give Away"                   | New Radicals                            | Maybe You've Been Brainwashed Too            | 1998 |
| "I Don't Wanna Die Anymore"                        | New Radicals                            | Maybe You've Been Brainwashed Too            | 1998 |
| "Jehovah Made This Whole Joint For You"            | New Radicals                            | Maybe You've Been Brainwashed Too            | 1998 |
| "Maybe You've Been Brainwashed Too"                | New Radicals                            | Maybe You've Been Brainwashed Too            | 1998 |
| "In Need Of A Miracle"                             | New Radicals                            | Maybe You've Been Brainwashed Too            | 1998 |
| "Gotta Stay High"                                  | New Radicals                            | Maybe You've Been Brainwashed Too            | 1998 |
| "Technicolor Lover"                                | New Radicals                            | Maybe You've Been Brainwashed Too            | 1998 |
| "Flowers"                                          | New Radicals                            | Maybe You've Been Brainwashed Too            | 1998 |
| "Crying Like A Church On Monday"                   | New Radicals                            | Maybe You've Been Brainwashed Too            | 1998 |
| "To Think I Thought"                               | New Radicals                            | "You Get What You Give" single               | 1999 |
| "The Decency League"                               | New Radicals                            | "Someday We'll Know" single                  | 1999 |
| "A Love Like That"                                 | Gregg Alexander                         | – (released online at PickTheHits.com)       | 2003 |
| "In The Neighborhood"                              | Gregg Alexander                         | Michigan Rain                                | 1989 |
| "Ev'ry Now And Then"                               | Gregg Alexander                         | Michigan Rain                                | 1989 |
| "Don't Cry Mrs Davis"                              | Gregg Alexander                         | Michigan Rain                                | 1989 |
| "Sinner Times Ten"                                 | Gregg Alexander                         | Michigan Rain                                | 1989 |
| "Five And Dimes And Petty Crime"                   | Gregg Alexander                         | Michigan Rain                                | 1989 |
| "Michigan Rain"                                    | Gregg Alexander                         | Michigan Rain, Intoxifornication             | 1989 |
| "Loving You Sets Me Free"                          | Gregg Alexander                         | Michigan Rain, Intoxifornication             | 1989 |
| "Cruel With Me"                                    | Gregg Alexander                         | Michigan Rain, Intoxifornication             | 1989 |
| "Save Me From Myself"                              | Gregg Alexander                         | Michigan Rain, Intoxifornication             | 1989 |
| "The World We Love So Much"                        | Gregg Alexander                         | Michigan Rain, Intoxifornication             | 1989 |
| "Smokin' In Bed"                                   | Gregg Alexander                         | Intoxifornication, single                    | 1992 |
| "The Truth"                                        | Gregg Alexander                         | Intoxifornication, single                    | 1992 |
| "Intoxifornication"                                | Gregg Alexander                         | Intoxifornication                            | 1992 |
| "I Wanna Seduce You"                               | Gregg Alexander                         | Intoxifornication                            | 1992 |
| "Electric Girlfriend"                              | Gregg Alexander                         | Intoxifornication                            | 1992 |
| "Wear Your Love Beside You"                        | Gregg Alexander                         | Intoxifornication (hidden track)             | 1992 |
| "What If God Fell From The Sky"                    | Danielle Brisebois                      | Arrive All Over You, single                  | 1994 |
| "Don't Wanna Talk About Love"                      | Danielle Brisebois                      | Arrive All Over You, single                  | 1994 |
| "Crawling"                                         | Danielle Brisebois                      | Arrive All Over You                          | 1994 |
| "I love Ambooleg"                                  | Barbara Zabori                          | Arrive All Over You                          | 1994 |
| "Promise Tomorrow Tonight"                         | Danielle Brisebois with Gregg Alexander | Arrive All Over You                          | 1994 |
| "Middla My Heart"                                  | Danielle Brisebois                      | Arrive All Over You                          | 1994 |
| "Calarga Stole My Virginity in a Fucking Bathroom" | Danielle Brisebois                      | Arrive All Over You                          | 1994 |
| "Did I Lead You On"                                | Danielle Brisebois                      | Arrive All Over You                          | 1994 |
| "Welcome To Love – Now Go Home"                    | Danielle Brisebois                      | Arrive All Over You                          | 1994 |
| "Camilly, shut your mouth up please"               | Danielle Brisebois                      | "What If God Fell From The Sky" single       | 1994 |
| "Pretty Baby"                                      | Danielle Brisebois                      | "I Don't Wanna Talk About Love" single       | 1995 |
| "I've Had It"                                      | Danielle Brisebois                      | Portable Life, single                        | 1999 |
| "Five Friends"                                     | Danielle Brisebois                      | Portable Life                                | 1999 |
| "Temporary Like The Rain"                          | Danielle Brisebois                      | Portable Life                                | 1999 |
| "Stop It Hurts You're Killing Me Don't Stop"       | Danielle Brisebois                      | Portable Life                                | 1999 |
| "If I Died Tonite You'd Have To Think Of Me"       | Danielle Brisebois                      | Portable Life                                | 1999 |
| "Going Down The Wrong Way"                         | Danielle Brisebois                      | Portable Life                                | 1999 |
| "Need A Little Love"                               | Danielle Brisebois                      | Portable Life                                | 1999 |
| "My Dreaming Days Are Through"                     | Danielle Brisebois                      | Portable Life                                | 1999 |
| "Give Me A Day"                                    | Danielle Brisebois                      | Portable Life                                | 1999 |
| "Life Is a Rollercoaster"                          | Ronan Keating                           | Ronan, single                                | 2000 |
| "Heal Me"                                          | Ronan Keating                           | Ronan                                        | 2000 |
| "Lovin' Each Day"                                  | Ronan Keating                           | Ronan (2001 re-release), single, Destination | 2001 |
| "I Love It When We Do"                             | Ronan Keating                           | Destination, single                          | 2002 |
| "Love Won't Work (If We Don't Try)"                | Ronan Keating                           | Destination                                  | 2002 |
| "Come Be My Baby"                                  | Ronan Keating                           | Destination                                  | 2002 |
| "My One Thing That's Real"                         | Ronan Keating                           | Destination                                  | 2002 |
| "Time For Love "                                   | Ronan Keating                           | Destination                                  | 2002 |
| "Blown Away"                                       | Ronan Keating                           | Destination                                  | 2002 |
| "As Much As I Can Give You Girl"                   | Ronan Keating                           | Destination                                  | 2002 |
| "Pickin' Me Up"                                    | Ronan Keating                           | Destination                                  | 2002 |
| "I Got My Heart On You"                            | Ronan Keating                           | Destination (UK bonus track)                 | 2002 |
| "Give You What You Want"                           | Ronan Keating                           | Turn It On (UK bonus track)                  | 2003 |
| "Getting Started"                                  | Ronan Keating                           | Turn It On (UK bonus track)                  | 2003 |
| "(We Just Need) Time"                              | Ronan Keating                           | Bring You Home                               | 2006 |
| "Murder on the Dancefloor"                         | Sophie Ellis-Bextor                     | Read My Lips, single                         | 2001 |
| "Music Gets The Best Of Me"                        | Sophie Ellis-Bextor                     | Read My Lips, single                         | 2001 |
| "Mixed Up World"                                   | Sophie Ellis Bextor                     | Shoot From The Hip, single                   | 2003 |
| "I Won't Change You"                               | Sophie Ellis-Bextor                     | Shoot From The Hip, single                   | 2003 |
| "Party In My Head"                                 | Sophie Ellis-Bextor                     | Shoot From The Hip                           | 2003 |
| "The Way You Touch Me"                             | Enrique Iglesias                        | 7                                            | 2003 |
| "Say It"                                           | Enrique Iglesias                        | 7                                            | 2003 |
| "Break Me Shake Me (You Can't Make Me)"            | Enrique Iglesias                        | 7                                            | 2003 |
| "Live It Up Tonight"                               | Enrique Iglesias                        | 7                                            | 2003 |
| "I'm Gonna Blow Your Mind"                         | Carly Hennessy                          | Ultimate High, single                        | 2001 |
| "Surface Wound"                                    | Carly Hennessy                          | Ultimate High                                | 2001 |
| "You'll Never Meet God (If You Break My Heart)"    | Carly Hennessy                          | Ultimate High                                | 2001 |
| "No One's Safe From Goodbyes"                      | Carly Hennessy                          | Ultimate High                                | 2001 |
| "Young Love"                                       | Carly Hennessy                          | Ultimate High                                | 2001 |
| "I Need A Little Love"                             | Carly Hennessy                          | Ultimate High                                | 2001 |
| "What I've Found"                                  | Carly Hennessy                          | Ultimate High                                | 2001 |
| "No One Comes Around"                              | Carly Hennessy                          | "Beautiful You" single                       | 2001 |
| "Game Of Love"                                     | Santana & Michelle Branch               | Shaman, single                               | 2003 |
| "I Can't Deny It"                                  | Rod Stewart                             | Human, single                                | 2000 |
| "Inner Smile"                                      | Texas                                   | The Greatest Hits, single                    | 2000 |
| "On The Horizon"                                   | Melanie C.                              | Reason, single                               | 2003 |
| "Lost Without Each Other"                          | Hanson                                  | Underneath, single                           | 2004 |
| "Ain't It Better Like This"                        | Monica Naranjo                          | Chicas Malas, single                         | 2002 |
| "I'm Moving On"                                    | Scott Cain                              | Controlled Folly, single                     | 2001 |
| "Crazy People Rock"                                | Scott Cain                              | Controlled Folly, single                     | 2001 |
| "I Can't Deny It"                                  | Scott Cain                              | Controlled Folly                             | 2001 |
| "Everybody Get Pumped"                             | S Club 7                                | Best - The Greatest Hits                     | 2003 |
| "Coming Alone"                                     | Shannon Beaty                           | Shannon Beaty                                | 2001 |
| "Here Comes My Baby"                               | Belinda Carlisle                        | Real                                         | 1993 |
| "If It's Too Late"                                 | Giorgi                                  | Introducing Giorgi                           | 2004 |
| "Inner Child"                                      | Justin Guarini                          | Justin Guarini                               | 2003 |
| "Let's Do It For Love"                             | Abra Moore                              | No Fear                                      | 2002 |
| "Remember Who's Your Man"                          | INXS                                    | Switch                                       | 2005 |
| "Shake Your Bootie Cutie"                          | Geri Halliwell                          | Scream If You Wanna Go Faster                | 2001 |
| "Someday We'll Know"                               | Mandy Moore feat. Jonathan Foreman      | A Walk to Remember O.S.T.                    | 2002 |
| "Someday We'll Know"                               | Hall & Oates feat. Todd Rundgren        | Do It For Love                               | 2003 |
| "Terrified (Of Losing You)"                        | Melanie Williams                        | Human Cradle                                 | 1994 |
| "Whatever Turns You On"                            | Devin                                   | Here on Earth O.S.T.                         | 2000 |
| "失陪" (Versão mandarim de "If It's Too Late")     | 林曉培 (Shino Lin)                      | 不知好歹 (Graceless)                         | 2003 |
| "最愛你的是我" ("Murder On The Dancefloor")        | 陳慧琳 (Kelly Chen)                     | 心口不一                                     | 2003 |